# Journal of Biomechanical Engineering
Journal of Biomechanical Engineering is een internationaal, aan collegiale toetsing onderworpen wetenschappelijk tijdschrift op het gebied van de biofysica.
De naam wordt in literatuurverwijzingen meestal afgekort tot J. Biomech. Eng.
Het wordt uitgegeven door de American Society of Mechanical Engineers en verschijnt tweemaandelijks.
Het eerste nummer verscheen in 1977.